# All She Wants to Do Is Dance
"All She Wants to Do Is Dance" (em inglês:  Tudo o que ela quer fazer é dançar) é uma canção composta por Danny Kortchmar e originalmente gravada por Don Henley em 1984 para Building the Perfect Beast, seu segundo álbum solo. Lançada em fevereiro de 1985 como segundo single do álbum, a canção atingiu a nona posição na Billboard Hot 100 e a primeira na Hot Mainstream Rock Tracks, se tornando um dos maiores sucessos da carreira solo de Henley.

## Informação
A letra da canção é uma crítica aos estadunidenses por se preocuparem mais com comportamentos hedonistas e auto-gratificantes, como dançar, irem a festas e serem promíscuos, do que com problemas político-sociais sérios, como as práticas internas e externas de seu governo. Para tal, a canção utiliza metáforas de uma Cuba pré-revolução, que servia como uma espécie de parque de diversões para os estadunidenses ricos. Ironicamente, a canção virou um sucesso nas boates estadunidenses.